# エリザベート・ド・リュクサンブール (1922-2011)
エリザベート・ド・リュクサンブール（仏:Élisabeth de Luxembourg、盧:Élisabeth vu Lëtzebuerg、1922年12月22日  - 2011年11月22日）は、ルクセンブルク大公国の大公女。全名はエリザベート・イルダ・ジータ・マリー・アンナ・アントニア・フレデリーク・ヴィレルミーヌ・ルイーズ（Elisabeth Hilda Zita Marie Anna Antonia Friederike Wilhelmine Luise）。夫は、オーストリアの旧貴族ホーエンベルク公爵家の当主フランツ・フェルディナント。

## 生涯
ルクセンブルク女大公シャルロットとその夫君でパルマ公ロベルト1世の息子であるフェリックスの間の第2子、長女としてベルク城、コルマー＝ベルクにて生まれた。
エリザベートの誕生を記念し、ルクセンブルクでは1923年に世界最初の切手の小型シートが発効された。1956年5月9日にルクセンブルク市において、ホーエンベルク公爵家の嗣子フランツ・フェルディナントと結婚した。夫はオーストリア＝ハンガリー帝国の帝位継承者フランツ・フェルディナント大公の嫡孫だった。
夫との間に娘を2人もうけた。
- アンナ“アニタ”・シャルロッテ・マクシミリアーナ・オイフェーミア・マリア・ヘレーナ（1958年 - ）
  - 1978年にアランブル伯爵ロメ・ド・ラ・ポエズと結婚（1998年離婚）。2005年にバルデアウ伯爵アンドレアスと再婚。
- ゾフィー・フェリーツィタス・エリーザベト・ボナ・マリア・アントニア（1960年 - ）
  - 1983年、ジャン＝ルイ・ド・ポテスタ（Jean-Louis Marie René Ghislain de Potesta）と結婚。

夫の死後、故国ルクセンブルクに戻り、2011年11月22日、兄ジャンとともに住んでいたフィシュバッハ城にて薨去した。88歳没。